# Горе (Храстник)
Горе (словен. Gore) — поселення в общині Храстник, Засавський регіон, Словенія. Висота над рівнем моря: 742,6 м.